# Oneg Schabbat

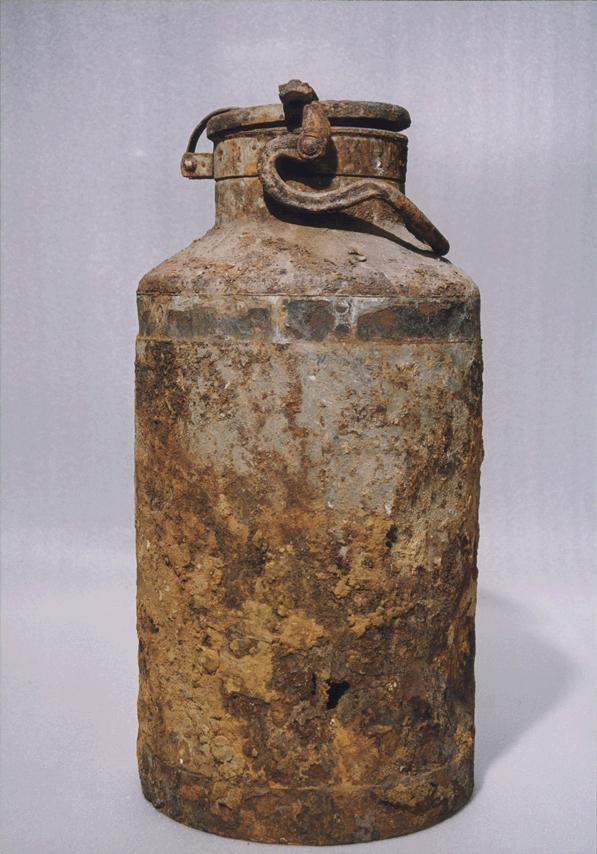
Eine der Milchkannen, in denen das Ringelblum-Archiv versteckt wurde.

Oneg Schabbat (hebräisch עונג שבת – Freude am Sabbat, weitere Schreibweisen: Oneg Shabbat oder Oyneg Shab(b)es) war ein Tarnname für das Geheime Archiv des Warschauer Gettos oder Ringelblum-Archiv. Das Untergrundarchiv im Warschauer Ghetto wurde ab 1939 während der deutschen Besetzung Polens von einer Gruppe jüdischer Intellektueller unter Leitung von Emanuel Ringelblum aufgebaut. Es dokumentiert das Leben und Sterben der Juden während der Schoah und gehört zum Weltdokumentenerbe der UNESCO.

## Ziele der Sammlung
Hauptziel von Oneg Shabbat war es, das jüdische Leben im Angesicht des drohenden Völkermords für die Nachwelt zu dokumentieren. Das Archiv wollte die jüdische Kultur der verfolgten und unterdrückten Menschen bewahren und ihnen eine Stimme verleihen, die über die Grenzen des Ghettos hinaus gehört wird. Um den Alltag und die persönlichen Erfahrungen der Menschen mit einzubeziehen, gingen Ringelblum und sein Mitarbeiterkreis interdisziplinär vor: Sie kombinierten verschiedene historische und soziologische Methoden, was in der damaligen Geschichtsschreibung ein Novum war. Über das Warschauer Ghetto hinaus wurden auch Materialien aus den Ghettos von Krakau, Kalisz, Łódź, Lublin, Lviv, Piotrków, Radomsko und Vilnius gesammelt.
Mit zunehmender Brutalität der deutschen Besatzungsmacht veränderte sich die Bestimmung des Archivs. Ab 1940 wurden in zunehmendem Maß Beweise über den Terror der Besatzer, über sich häufende Deportationen sowie Dokumente über den systematischen Massenmord an der jüdischen Bevölkerung gesammelt. Vorrangig ging es nun darum, die Weltöffentlichkeit über die Vernichtung der Juden aufzuklären, auch wenn die Hoffnung der Eingeschlossenen auf eine Rettung von außen von Tag zu Tag geringer wurde. Das Archiv des jüdischen Lebens im Ghetto wurde zu einem wichtigen Zeugnis des Holocaust und zu einer der bedeutendsten Quellen für die spätere historische Forschung. In seinem Testament schrieb der 19-jährige Mitarbeiter David Graber:
„Wir spürten die Verantwortung. Wir hatten keine Angst, ein Risiko einzugehen. Uns war bewusst, dass wir Geschichte machten. Und das war wichtiger als unser Leben. [...] Was wir nicht in die Welt hinausrufen und -schreien konnten, haben wir im Boden vergraben.“

## Mitarbeiterkreis

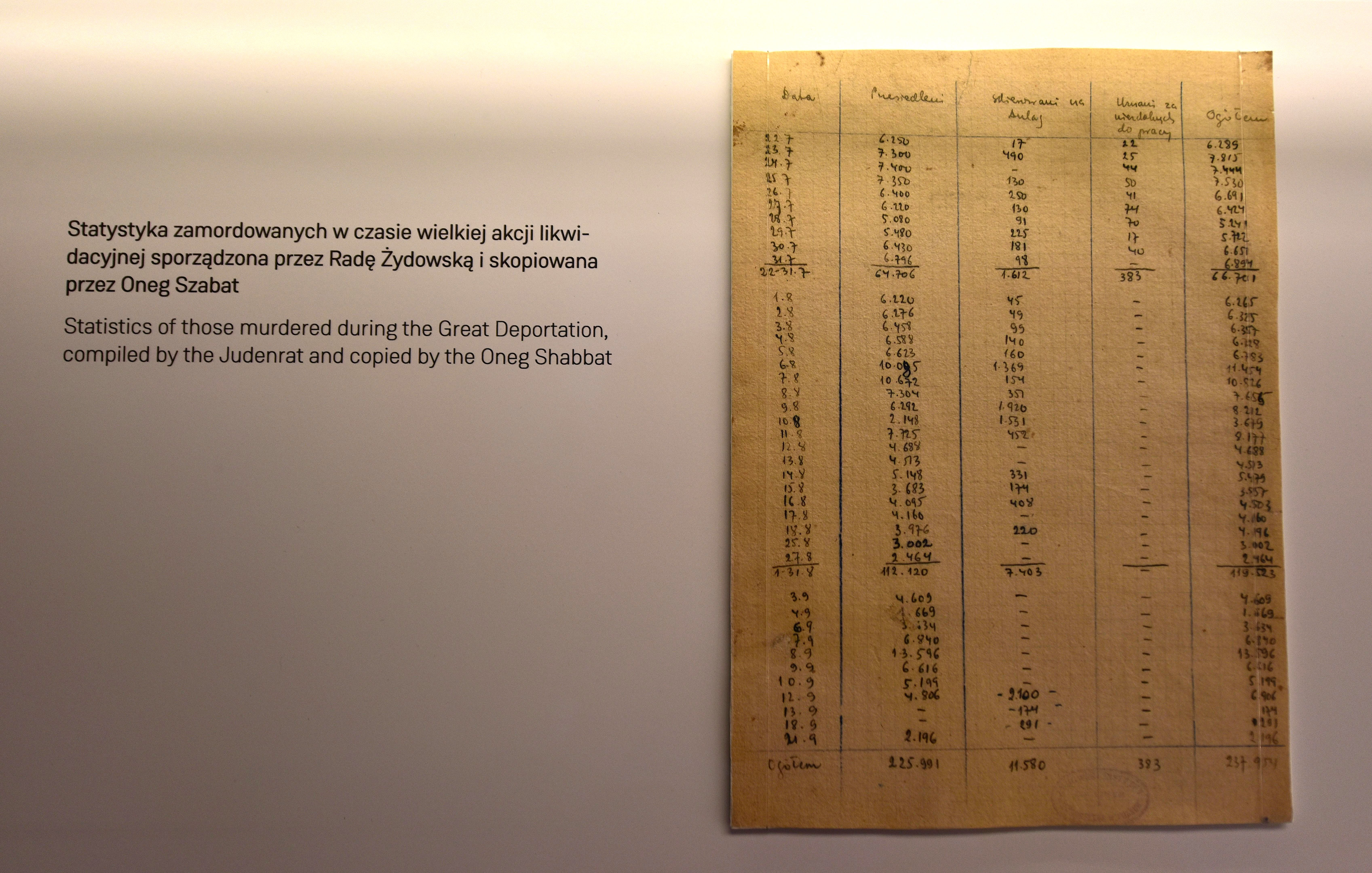
„Was wir nicht in die Welt hinausschreien konnten“: Ausstellung 2017 im Jüdischen Historischen Institut in Warschau

Ringelblum und sein Team legten großen Wert darauf, ein möglichst objektives und umfassendes Bild des jüdischen Lebens im Warschauer Ghetto zu dokumentieren. Um verschiedene Sichtweisen und Meinungen zu erfassen, kamen in Oneg Shabbat Menschen aus unterschiedlichen gesellschaftlichen Schichten und Berufsgruppen zusammen. Unter den 60 bis 80 Mitarbeitenden waren viele Altersgruppen, Berufe und Religionen vertreten. Nicht nur Historiker, Pädagogen, Schriftsteller oder Rabbiner, sondern auch Ingenieure oder Handwerker waren an der Sammlung, Auswertung und Katalogisierung beteiligt.
Ihre Arbeit fand unter ständiger Lebensgefahr anonym statt, daher sind bislang nur 36 Personen namentlich bekannt wie zum Beispiel der Großrabbiner von Polen, Rabbi Kalonymus Kalman Shapira, der Sekratär und engster Mitarbeiter Ringelblums Hersh Wasser, der zweite Sekretär Eliasz Gutkowski, der Lehrer Izrael Lichtensztejn, der Oneg-Shabbat-Schatzmeister Menachem Mendel Kohn, der Schriftsteller und Journalist Perec Opoczyński und andere. Auch Frauen arbeiteten mit wie zum Beispiel die Historikerin Rachel Auerbach, die Dichterin Henryka Łazowertówna, die Malerin Gela Seksztajn, die Journalistin Cecylia Słapakowa und die Schriftstellerin Gustawa Jarecka. Als Tarnung für die Treffen des Kreises fungierte die Wohlfahrtsorganisation Jüdische Soziale Selbsthilfe (ŻSS; jiddisch Aleynhilf), für die Ringelblum in leitender Funktion tätig war.
Zwei Angestellte des Warschauer Judenrats, der von den Nationalsozialisten kontrolliert wurde, waren zugleich heimlich für das Untergrundarchiv tätig: Marcel Reich-Ranicki und Gustawa Jarecka. Auf diese Weise gelangten Kopien des Briefwechsels zwischen Besatzern und Judenrat, Anordnungen über Deportationen oder Dokumente über SS-Strafaktionen an das Oneg-Schabbat-Archiv des jüdischen Widerstands.

## Materialien und Versteck

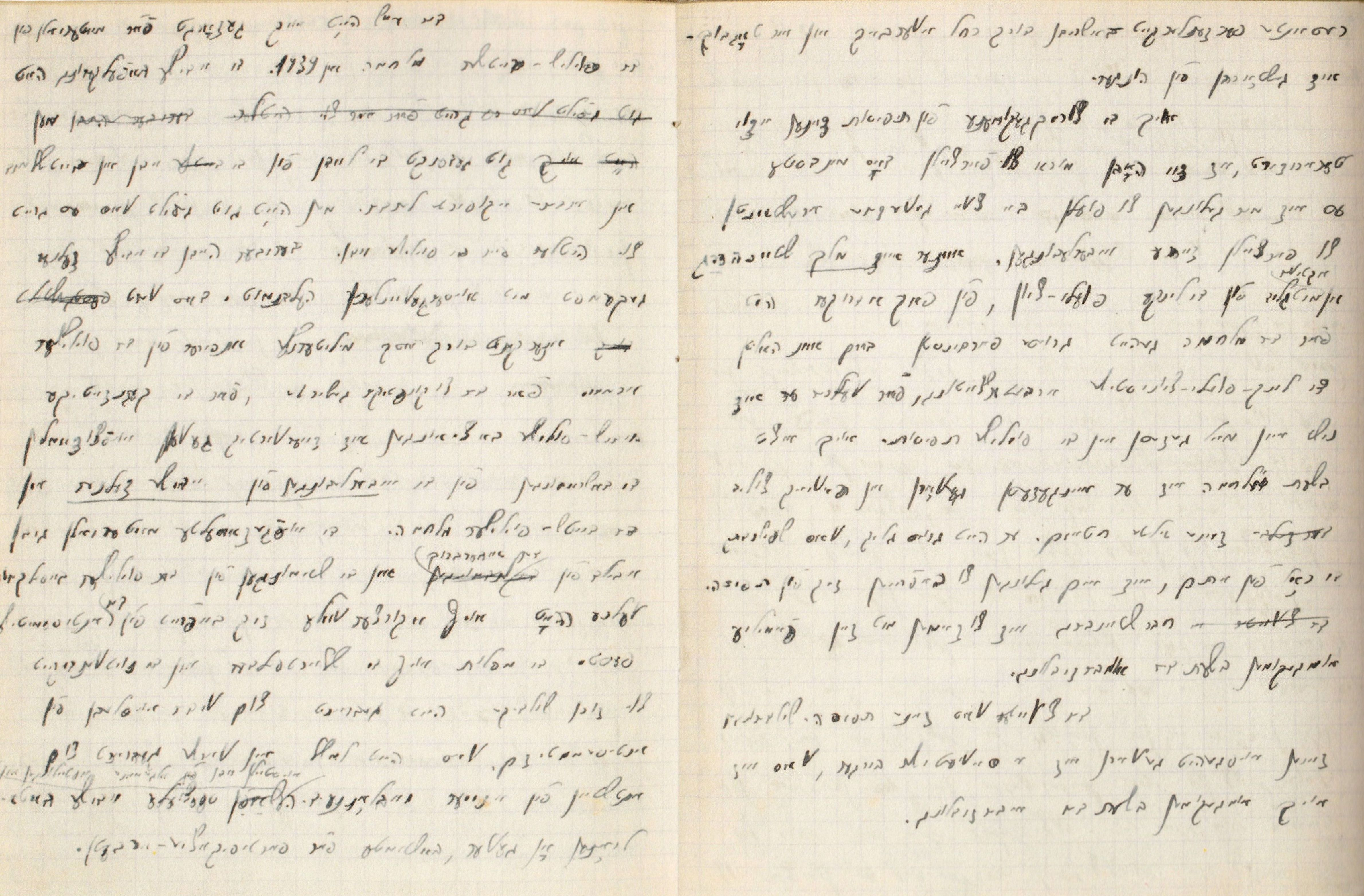
Seite aus einem Tagebuch (Ringelblum-Archiv)

Das Archiv sammelte unterschiedlichste Materialien, die das Leben der in den Ghettos Eingeschlossenen für die Nachwelt dokumentieren konnten: Statistiken, Presseartikel, Zeitschriften, Plakate, Flugblätter, wissenschaftliche Werke, Bücher, Gemälde, Musikstücke, Alltagsdinge wie Kinokarten, Theaterplakate oder Familienfotos, aber auch private Texte wie Tagebuchaufzeichnungen, Schulaufsätze oder Gedichte.
Ringelbum und seine Mitarbeitenden wollten nicht nur Zeugnisse der sogenannten Hochkultur abbilden, sondern auch die Lebens- und Sichtweisen von Unterprivilegierten oder von Frauen und Kindern erfassen, Aspekte, die in der traditionellen Geschichtsschreibung häufig zu kurz kamen. Zu diesem Zweck führte man mit Menschen, die nicht schreiben konnten, Interviews.
 

Dazu kamen alle Arten offizieller Dokumente wie amtliche Verfügungen von Besatzern und Judenrat, Anordnungen über Zwangsarbeit, Berichte über die Aktionen des jüdischen Widerstands, aber auch selbstkritische Unterlagen über Korruption oder über die Kollaboration einzelner Ghettobewohner mit den Besatzern. Über die Sammlung hinaus erstellte man Studien und Berichte über die Situation in den Ghettos. Außerdem gaben Ringelblum und Eliasz Gutkowski einen regelmäßigen Nachrichtenüberblick in Form eines Bulletins heraus, das an den polnischen Untergrund, die polnische Exilregierung in London sowie an jüdische Organisationen im Ausland adressiert war. 

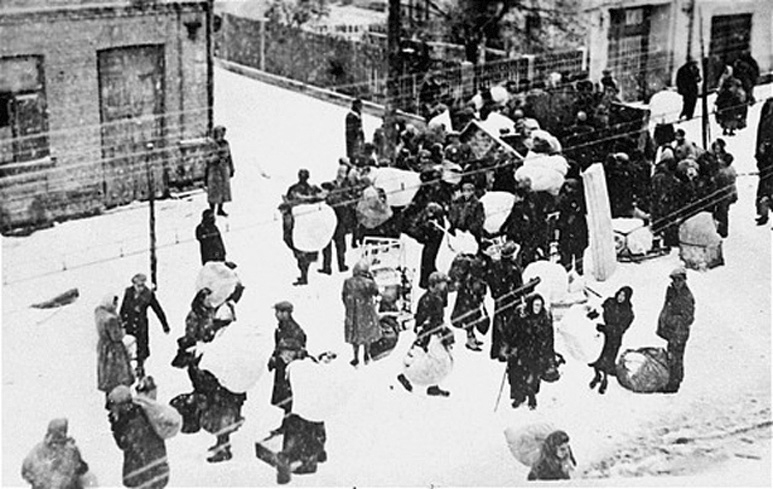
Zwangsumsiedlung von Juden in das Ghetto von Grodno 1941 (Ringelblum-Archiv)

Am 22. Juli 1942 begann die Große Aktion genannte Deportation aller in Warschau gefangenen Juden in das NS-Vernichtungslager Treblinka. Da die Mitarbeitenden des Untergrundarchivs wussten, dass sie bald selbst deportiert werden würden, sicherten sie Anfang August 1942 ihre wertvollen Bestände: Zehn wasserdichte Metallbehälter für Dokumente wurden angefertigt und in der Nacht vom 2. auf den 3. August im Keller einer ehemaligen Schule im Ghetto tief in der Erde vergraben und eingemauert. Der Schüler David Graber, der zusammen mit seinem Lehrer Izrael Lichtensztejn und seinem Mitschüler Nachum Grzywacz die Kisten unter der Erde einlagerte, schrieb noch hastig ein Vermächtnis dazu, bevor alle kurz darauf ermordet wurden:
„Möge dieser Schatz in gute Hände fallen, möge er bis in bessere Zeiten überdauern, möge er die Welt alarmieren und auf das aufmerksam machen, was geschehen ist ... im zwanzigsten Jahrhundert. [...] Wir können jetzt in Frieden sterben. Wir haben unseren Auftrag erfüllt ... Möge die Geschichte für uns zeugen.“

## Wiederentdeckung

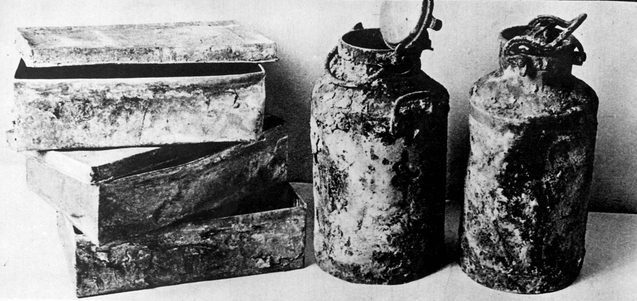
Metallboxen und Milchkannen als Versteck für Oneg Shabbat

Nach dem Krieg begannen die einzigen Überlebenden des Archivs, Rachel Auerbach sowie das Ehepaar Bluma und Hersh Wasser, sofort mit der Suche nach dem verborgenen Untergrund-Archiv. Sie erwies sich als schwierig, da das Warschauer Ghetto von den deutschen Truppen nahezu vollständig zerstört war. Im September 1946 fand das Grabungsteam schließlich zehn Blechkisten mit 1.208 Archivalien unter den Trümmern eines Hauses in der Nowolipki-Straße 68.
Bei einer erneuten Suchaktion im Dezember 1950 wurden zwei weitere große Milchkannen mit 484 Archivalien geborgen. Vom dritten Teil des Archivs, das an anderer Stelle vergraben war, fand man nur noch eine Anzahl halbzerstörter Blätter. Der vierte und letzte Teil mit Ringelblums letzten Arbeiten aus den Jahren 1943 und 1944 war während des Kriegs bei polnischen Freunden versteckt worden, die es später an das Museum der Ghettokämpfer im Kibbuz Lochamej haGeta’ot (Israel) abgaben.
Alle Mitarbeitenden des Archivs, ausgenommen Rachel Auerbach und das Ehepaar Wasser, wurden von der SS und ihren Hilfstruppen ermordet.

## Vermächtnis

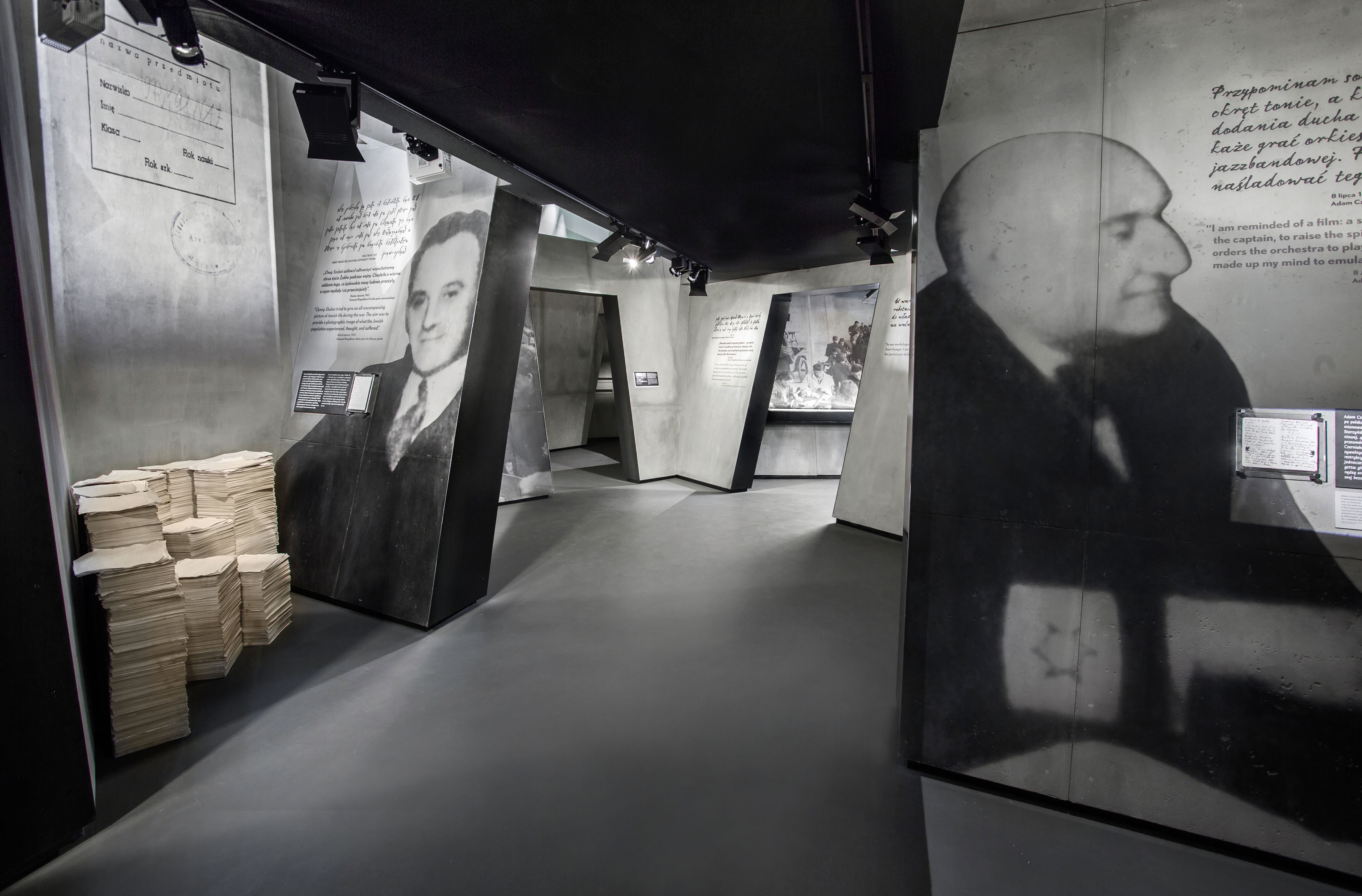
Ausstellung des Museums für die Geschichte der polnischen Juden in Warschau (Holocaust Galerie)

Die Dokumente des Geheimen Archivs / Oneg Shabbat haben im Jüdischen Historischen Institut in Warschau ihren Platz gefunden. Benannt ist das Archiv nach seinem Gründer Emanuel Ringelblum; die polnische Bezeichnung lautet: „Konspiracyjne Archiwum Getta Warszawskiego. Archiwum Emanuela Ringelbluma“. Ausgewählte Teile der Sammlung befinden sich in der israelischen Gedenkstätte Yad Vashem.
Im Jahr 1999 wurde das Archiv – unter der Bezeichnung Warsaw Ghetto Archives (Emanuel Ringelblum Archives) – aufgrund seines historischen Werts in das Weltdokumentenerbe der UNESCO aufgenommen. Die Sammlung umfasst 1.680 Archivposten mit etwa 30.000 Seiten. Darunter befinden sich Materialien in Jiddish, Hebräisch, Polnisch und Deutsch. Das Archiv ist online zugänglich und bietet Erschließungshilfen in 36 Sprachversionen an; Interessierte auf der ganzen Welt können die Originaldokumente, Fotos, Briefe und Zeichnungen direkt einsehen.

Über die historische Bedeutung des Ringelblum-Archivs äußerte Monika Krawcyk, die Direktorin des Jüdischen Historischen Instituts: 
„Die wie durch ein Wunder wiedergefundenen Dokumente des Ringelblum-Archivs dienten in den Nachkriegsprozessen als Beweismittel gegen Kriegsverbrecher, und sie sind bis heute für die Erforschung des Holocaust eine unschätzbare Quelle. Es ist praktisch unmöglich, sich wissenschaftlich mit dem Holocaust zu beschäftigen, ohne auf Dokumente aus dem Ringelblum-Archiv zurückzugreifen.“

## Ausstellung in Deutschland und Film
- „Wichtiger als unser Leben“. Das Untergrundarchiv des Warschauer Ghettos. Ausstellung des NS-Dokumentationszentrums in München 2023 in Kooperation mit dem Jüdischen Historischen Institut in Warschau.[1]
- Das Geheimarchiv im Warschauer Ghetto. Dokumentarfilm mit Reenactment-Szenen, USA 2018, Regie: Roberta Grossman, entstanden nach dem Buch Who Will Write Our History, 87 Min. Deutsche Erstausstrahlung 15. Januar 2019 bei arte.tv.[30]